# Cophogryllus maindroni
Cophogryllus maindroni är en insektsart som beskrevs av Lucien Chopard 1928. Cophogryllus maindroni ingår i släktet Cophogryllus och familjen syrsor. Inga underarter finns listade i Catalogue of Life.